# Ruvie
Ruvie（旧:るゔぃえ）は、日本のヴィジュアル系ロックバンド。2002年10月に活動開始。
旧ドラマーのけいとの脱退、そして新ドラマー由女の加入により表記をるゔぃえからRuvieに変更
。

## メンバー
- Vocal 手鞠(てまり)
10月24日生まれ。血液型B型。解散後、amber grisで活動。
- Guitar 一樹(かずき)
10月17日生まれ。血液型AB型。解散後、BugLugで活動。
- Guitar 優(ゆう)
6月25日生まれ。血液型A型。解散後、BugLugで活動。
- Bass 燕(つばめ)
4月23日生まれ。血液型A型。解散後、BugLugで活動。
- Drums 由女(ゆめ)
10月24日生まれ。血液型O型。解散後、一時DOG in Theパラレルワールドオーケストラでサポートを務めた。

### 旧メンバー
- Guitar たろう
- Drums けいと
6月17日生まれ。

## 概説
2002年10月結成、活動開始（Vo.てまり、Gu.かずき、Gu.たろう、Ba.つばめ、Dr.けいと）。
時期ははっきりとはしないが、かずき、たろう、つばめ、けいとの4人はbaroqueのローディーをしていた。
2002年11月17日に初ライブを行う。その後、DTの発売、オムニバスCDへの参加等精力的に活動。
その後、Gu.たろうが脱退。2004年4月1日よりS'CUBEに所属し同年6月に初のMini Album「ルービックキューブ」を発表。
Gu.たろうの脱退後4人で活動していたが、2004年12月31日よりGu.優(ex.ナイトバロン)が加入。
公式に発表などは無かったが優の加入時に「かずき」の表記は「一樹」に変わっている。
2006年11月17日 Shibuya O-WESTワンマンライブをもってDr.けいとが脱退、バンドは冷却期間に入る。それに伴い発売を予定していた1st Full Albumが延期になった。
2007年4月にドラム・由女が加入し、2007年5月21日「Ruvie presents 三部主催3Live Chain 第一部『狂騒と沈黙』Shibuya O-WEST」にて復活ライブを行う。てまり→手鞠、つばめ→燕、そしてバンド名をるう゛ぃえからRuvieへ表記変更。
2008年3月29日 SHIBUYA BOXXワンマンライブ『Any the strange. FINAL [exotica]』にて7月14日のShibuya O-EASTでのワンマンライブをもっての解散を発表。
2008年7月14日 Shibuya O-EASTワンマンライブ『world end.』にて解散。

## 活動履歴
2002年
- 11月17日…初ライブ

2003年
- 11月17日…池袋CYBER 初主催イベント

2004年
- 4月1日…S'CUBE所属
- 8月29日…目黒鹿鳴館 ワンマンライブ「limit」
- 11月17日…高田馬場AREA 主催イベント「荒川」

2005年
- 2月20日…Shibuya O-Crest ワンマンライブ「東京奇譚乱痴気編」
- 4月19日〜5月17日…4バンドカップリングツアー「グルめぐり」（w/カレン、Clavier、ギフト）
- 7月30日…HOLIDAY SHINJUKU ワンマンライブ「都会の風は『むらさき』に―」
- 10月1日〜11月17日…カップリングツアー「かけおち」（w/girugämesh）

2006年
- 1月8日〜1月14日…主催イベントツアー「究極三角締〜アルティメットトライアングル〜」
- 3月11日〜4月11日…イベントツアー「Tour L“循環”R」
- 4月29日…SHIBUYA BOXX ワンマンライブ「L“room”R」
- 6月4日〜7月19日…主催イベントツアー「究極四角締〜アルティメットスクエア〜」
- 8月4,5日…池袋CYBER 2Daysワンマンライブ「質量を持った白昼夢」「質量を失った黒昼夢」
- 11月17日…Shibuya O-WEST ワンマンライブ「知恵の実の擬似描写」

2007年
- 5月21,24,28日…Ruvie presents 三部主催 3Live Chain『狂騒と沈黙』『月に花、地には果実』『聖者の行進』
- 8月4,6,9,10,12,14,15,17,18,20日…Live Chain #2007『noRain noRainbow』

2008年
- 1月29日〜2月28日…Live chain#2008 Winter『Any the strange.』
- 3月29日…SHIBUYA BOXX ワンマンライブ Live chain#2008 Winter『Any the strange.FINAL』[exotica]
- 6月10,15,16,24日…東名阪 Last chain『Picture's』
- 7月14日…Shibuya O-EAST LAST One Man『world end.』

## 作品
2003年
- 会場限定DT「未完成人」(3月〜4月 )

1. 色街遊戯
2. 恋せよ乙女

- 1st DT「20031117」(11月17日)

1. バイバイ
2. ロマネスク

- V.A.「音飴缶」(7月20日)

1. 恋せよ乙女
2. 恋愛詐欺師

2004年
- V.A.「HYSTERIC MEDIA ZONE V.A.」(2月20日)

1. レタァ
2. 落日

- V.A.「Mercury」(2月25日)

1. ロマネスク

- 1st Mini Album「ルービックキューブ」(6月2日)初回版

1. アンヴレラ
2. 「鏡」
3. 泣ク事ナカレ
4. Last scene

- 1st Mini Album「ルービックキューブ」(7月28日)2nd Press

1. アンヴレラ
2. 「鏡」
3. 泣ク事ナカレ
4. Last scene
5. 恋せよ乙女(ボーナストラック)

- 1st Maxi Single「刮目虜ロォル」(10月20日)

1. 翅に降る唾
2. 深想の海へ
3. ripper

2005年
- 2nd Maxi Single「黒猫」(2月16日)

1. パラダイス・ロスト
2. やさしい終わりの伝え方
3. Daisy

- 会場限定Single「Dona」(2月20日)

1. Dona

- V.A.「四天の嗚々」(4月20日)

1. 水中箱庭

- 2nd Mini Album「sleepy under sun」(7月30日)会場限定版

1. エンゼル・ハイロゥ
2. 少女とパレード
3. 体温
4. 向日葵
5. Parfait

- 無料配布CD「画廊―アトリエ―」(7月30日)

1. 画廊―アトリエ―

- 2nd Mini Album「sleepy under sun」(8月10日)通常版

1. エンゼル・ハイロゥ
2. 少女とパレード
3. 体温
4. 向日葵
5. Parfait

- Single「Invisible sun」(9月14日)

1. Player
2. Rainy marry

2006年
- 3rd Maxi Single「the Red florid ELIXIR」(3月22日)

1. 片足のビアンカ
2. 解説の絲
3. 星屑

- Single+DVD「Irony sun light」(7月12日)完全初回限定生産

1. Irony sun light

- Single+DVD「Primitive moon light」(7月12日)完全初回限定生産

1. Primitive moon light

- 無料配布CD「今は亡き砂上の楼閣」(11月17日)

1. 今は亡き砂上の楼閣

2007年
- 3rd Mini Album「Thy soul, be beautiful」(7月25日)Type A

1. nameless song
2. gaze
3. fool or wise
4. ウツクシイ、セカイ

- 3rd Mini Album「Thy soul, be beautiful」(7月25日)Type B

1. nameless song
2. gaze
3. fool or wise
4. 星天、狂騒

2008年
- 4th Mini Album『Awakening your’s』(1月23日)限定盤(CD＋DVD)

CD
1. brilliant Lover's
2. 赤いパラソル
3. 絞首台から花束を
4. Mr alice
5. slow.

DVD
1. brilliant Lover's(PV)

- 4th Mini Album『Awakening your’s』(1月23日)通常版

1. brilliant Lover's
2. 赤いパラソル
3. 絞首台から花束を
4. Mr alice
5. slow.

- Last Maxi Single『screaming picture's』(6月11日)

1. 微睡みは水面深く。
2. Screamer
3. in Daylight

- 無料配布CD『Good-day.Good-night.』(7月14日)

1. Good-day.Good-night.